# Mindways 3D Trickart Museum Hamburg
Das Mindways 3D TrickArt Museum Hamburg ist ein privat betriebenes Illusionsmuseum in der Hamburger Innenstadt. Es zeigt großflächige, perspektivisch gemalte Szenen, mit denen Besucher interagieren und sich fotografisch in illusionistische Szenerien einfügen können.

## Geschichte
Die erste Ausstellung des 3D TrickArt Museums eröffnete im November 2018 im Hamburger Stadtteil Hammerbrook. Betreiber sind Carsten Dierks und Peer Pubben, die sich die exklusiven europäischen Rechte an den Arbeiten des japanischen Künstlers Masashi Hattori sicherten. Weitere Standorte wurden später unter anderem in Berlin und Rostock eröffnet.
Im Juli 2024 zog das Museum an seinen neuen Standort im Stadtteil Hamburg-Altstadt, in ein ehemaliges Geschäftshaus der Wäschemarke Möhring am Großen Burstah.

## Ausstellung und Konzept
Die Ausstellung basiert auf ca. 30 illusionistischen Wand- und Bodenmalereien, die aus genau definierten Blickwinkeln eine 3D-Wirkung entfalten. Diese „Trickart“-Technik ist insbesondere in Asien verbreitet und wird im Hamburger Museum durch den Künstler Masashi Hattori repräsentiert. Besucher können durch das richtige Positionieren auf markierten Flächen und mit Hilfe von Smartphone-Kameras scheinbar mit überdimensionalen Tieren, Szenen oder Objekten interagieren.
Einige der Szenen haben einen lokalen Bezug zu Hamburg, etwa ein motivisch überhöhtes Rathaus oder ein Wal, der aus der Alster springt. Ergänzt wird das Angebot durch eine VR-Achterbahnsimulation sowie edukative Module. Das Museum bietet Programmpunkte für Schulklassen, etwa zu Bildmanipulation, optischer Täuschung und Künstlicher Intelligenz.

## Besuch und Rezeption
Nach dem Umzug an den neuen Standort wurden in den ersten zwei Wochen rund 5.000 bis 7.000 Gäste gezählt.
Das Museum steht exemplarisch für ein wachsendes Segment interaktiver Freizeitangebote im Kulturbereich, die bewusst für die Darstellung in sozialen Medien konzipiert sind. Kritiker sehen in solchen Museen eine Verschiebung vom klassischen Bildungsauftrag hin zu kommerzieller Unterhaltung. Viele Exponate würden keine oder nur oberflächliche Erklärungen der zugrundeliegenden wissenschaftlichen Phänomene bieten. Befürworter betonen hingegen den niedrigschwelligen Zugang zu bildkünstlerischen Konzepten und die potenzielle medienpädagogische Wirkung bei jungen Zielgruppen.